# Madhuca utilis
Madhuca utilis là một loài thực vật có hoa trong họ Hồng xiêm. Loài này được (Ridl.) H.J.Lam mô tả khoa học đầu tiên năm 1927.